# Leuchtturm Artek
Der Leuchtturm Artek wurde 1977 als Attraktion und Studienobjekt für die Gäste des zentralen Pionierlagers der Pionierorganisation Wladimir Iljitsch Lenin in der UdSSR errichtet. Es befindet sich auf den Höhen über dem großen Sportstadion des Lagers, etwa 25 km nordöstlich von Jalta auf der Krim in der Ukraine. Das Leuchtfeuer wurde 2006 restauriert und reaktiviert. Der aufgesetzte Gittermast trägt Solarmodule. Sein aktueller Status ist unbekannt.
Die im März 2014 durch Russland völkerrechtswidrig annektierte Krim wurde bis heute weder von der Ukraine akzeptiert noch international anerkannt.